# Сташевський Владислав Станіславович
Владислав Станіславович Сташевський (прізвище при народженні — Твердохлібов; нар. 19 січня 1974, Тирасполь) — російський естрадний поп-виконавець.

## Біографія
Владислав Станіславович Твердохлібов народився 19 січня 1974 року в Тирасполі.
Батько — Станіслав Семенович Грончак пішов з сім'ї, коли Владу не було й двох років. Його виростили мати — Наталія Львівна Твердохлібова і бабуся — Марія Тимофіївна Твердохлібова. Вони обидві були бухгалтерками.
Його родина переїхала в Крим, там минуло дитинство Владислава. Займався у спортивній школі спортивною гімнастикою, легкою атлетикою (2-й юніорський розряд: спринт і біг з бар'єрами), академічним веслуванням (2-й юніорський розряд), парашутним спортом (16 стрибків з парашутом), східними єдиноборствами.
Закінчив з відзнакою музичну школу по класу фортепіано.
Після восьми класів вступив до суворовського училища, провчився там близько місяця і пішов.
Вступив в торгово-комерційний коледж в Москві за спеціальністю: товарознавець організатор торгівлі продовольчими товарами, брав участь у студентському ансамблі, як співак і бас-гітарист.
Після технікуму вступив до Московського державного університету комерції, факультет управління торговельними підприємствами у сфері послуг, а в 1998 році закінчив університет.
У 1993 році, у віці 19 років у клубі «Майстер» студент Владислав Твердохлєбов з одногрупниками відзначав здачу сесії, грав на роялі і співав. У цей же час там був присутній відомий продюсер Юрій Айзеншпіс з групою «Янг Ганз», яку він продюсував. Айзеншпісу сподобалося, як співає блатні пісні Владислав і залишив йому свою візитку. Через тиждень після знайомства була записана перша пісня «Дороги, по яких ми йдемо», автором якої став поет і композитор Володимир Матецький. 31 серпня 1993 року на фестивалі «Сонячна Аджарія» в Батумі вперше на широкій публіці виступив співак Влад Сташевський. У книзі «Влад Лістьєв. Упереджений реквієм» згадано, що Айзеншпісу у просуванні нового проекту допомагав кримінальний авторитет Олександр Макушенко відомий як «Сашко Циган».
У 1994 році вийшов перший альбом «Любов тут більше не живе». У Санкт-Петербурзі на фестивалі «Білі ночі» Влад Сташевський зайняв друге місце.
У 1995 році вийшов другий альбом «Не вір мені, мила».
У 1996 році вийшов альбом «Влад-21». В результаті читацького референдуму газети «Московський комсомолець» Влад був названий кращим співаком року і отримав премію «Овація» в номінації «Шлягер-96» за пісню «Поклич мене в ночі». Цей кліп був показаний на провідних каналах телебачення більше 500 разів. Тоді ж Сташевський був визнаний самим піратуючим артистом. У цьому ж році Юрій Айзеншпіс вводить до колективу бек-вокалісткою майбутню солістку групи «Ліцей» Світлану Бєляєву.
У 1997 році вийшли альбом «Очі чайного кольору» і збірник кліпів з однойменною назвою.
У 1998 році записаний п'ятий альбом Влада Сташевського «Вечерочки-вечірки», було знято три кліпи на пісні «Ліхтарі», «Я йду до тебе» і «От би зустрітися». Сташевський отримав премії «Золотий грамофон» і «100-пудовий хіт».
У 1999 році Влад Сташевський розлучився з продюсером Юрієм Айзеншпісом і приступив до запису свого четвертого альбому «Лабіринти».
У 2000 році відбулася презентація диску «Лабіринти», в якому Сташевський спробував себе як серйозний лірик, а в декількох піснях виступив як композитор. Але альбом провалився. Публіка не сприйняла Сташевського-філософа.
У 2004 році дебютував як актор у виставі «Любов без правил». Його партнерами були відомі актори: Спартак Мішулін, Сергій Рубеко, Юрій Кузменков, Анна Большова, Олена Кондулайнен та ін. Цілий рік Влад Сташевський і актори гастролювали з цим спектаклем.
Займався бізнесом: працював у фірмі "ТОВ «Волна-М», яка займалася обробкою металевих відходів та брухту, видаленням і обробкою стічних вод і твердих відходів. Засновником організації був його родич — Олександр Львович Твердохлєбов. Влад Сташевський мав 5 % від загального доходу цієї фірми. У 2017 році фірма була ліквідована.
Влад Сташевський виступає по країні зі своїми піснями, але частіше на приватних заходах і корпоративах.
Брав участь у реаліті-шоу «Останній герой».
У 2016 році знявся у фільмі Бабоньки, де зіграв сам себе.
Влад Сташевський має в колекції три премії «Золотий грамофон» в 1996 — «Поклич мене в ночі», 1997 — «Ліхтарі», 1998 — «От би зустрітися».

## Особисте життя
- Перша дружина (1997—2002) — Ольга Володимирівна Панченко (Сташевська) (до шлюбу — Альошина) (нар.. 1975), донька мільйонера, генерального директора Олімпійського комплексу «Лужники» (з 1982 по 2011) Володимира Володимировича Альошина.
  - Син — Данило Сташевський (нар.. 7 квітня 1998)[7]
- Друга дружина (з 2006) психологиня за освітою, Ірина Мигуля (нар. 1984).
  - син — Тимофій Сташевський (нар. 8 березня 2008)[8][9][10][11][12][13]

## Дискографія
- 1994 — «Любов тут більше не живе»
- 1995 — «Не вір мені, мила»
- 1996 — «21»
- 1997 — «Очі чайного кольору»
- 1998 — «Вечерочки-вечірки»
- 2000 — «Лабіринти»
- 2002 — «The Best» Ремікси кращих пісень (DJ Groove)
- 2003 — «поруч З Вами…» The Best (1-я і 2-я частина)
- 2014 — «Андрій Губін, Влад Сташевський — Golden Hits»

## Пісня року
- 1994 — Любов тут більше не живе (Відбір)
- 1995 — Не вір мені, мила (Відбір), Я не буду тебе більше чекати (Фінал)
- 1996 — Поклич мене в ночі (Відбір і Фінал)
- 1997 — Очі чайного кольору (Відбір), Берег (Фінал)
- 1998 — Вечерочки-вечірки (Відбір і Фінал)
- 2000 — Чаклунка (Відбір), Я не буду тебе більше чекати (Фінал)
- 2001 — Я тебе наворожив (Відбір)

## Пісні
- Любов тут більше не живе
- Не вір мені, мила
- Я не буду тебе чекати
- Поклич мене в ночі (музика Ст. Матецького, слова В. Рєзніка)
- Я не можу тебе пробачити
- Берег (музика Ст. Матецького, слова А. Шаганова)
- Очі чайного кольору
- Весільна сукня
- Вечерочки-вечорниці
- Ліхтарі
- Сеньйорита Наташка
- От би зустрітися
- Чаклунка
- Я тебе наворожив

## Фільмографія
- 2000 — Салон краси
- 2007—2013 — «Татусеві дочки»
- 2015 — «Бабоньки»